# Alpina B3
Alpina B3 — сімейство спортивних автомобілів середнього класу, що з 1987 року невеликими партіями виготовляє німецька автомобільна компанія Alpina на основі автомобілів  BMW 3-ї серії. Автомобілі пропонуються в кузовах седан, купе, універсал і кабріолет. Всі моделі, крім кабріолета, можна замовити з повним приводом. Дизельний варіант називається під Alpina D3 Biturbo.

## Історія моделей
BMW Alpina B3 2.7 випускалася з серпня 1987 року по травень 1992 року. Автомобіль збудовано на основі BMW 325i (E30) з двигуном M20. Всього в Бухлое було випущено 257 одиниць, кількість штук включає всі варіанти.
У період з 1993 по 1996 рік виготовлялася BMW Alpina B3 3.0 серії E36. Модель прийшла на заміну Alpina B6 2.8 серії E36, яка також базувалась на основі BMW 325i (до серпня 1992 року двигуни M50B25 поставлялись без системи VANOS, а потім з системою VANOS). Навесні 1996 року представлено наступну B3 3.2. Автомобіль B3 3.0 збудовано на основі BMW 325i (E36), а B3 3.2 на основі також BMW 328i (E36). Однак для обох моделей ALPINA використовувала більш надійний чавунний блок двигуна двигун M50 (B25TÜ), оскільки двигун M52 328i не підходив для збільшення потужності. Обидва варіанти автомобіля були доступні як седан, купе, кабріолет та touring.
В 1999 році було випущено новий BMW Alpina B3 3.3 серії E46. Автомобіль спочатку будувався на основі 328i (M52TÜ), а пізніше 330i (M54). Автомобіль пропонувався з кузовами: седан, купе, кабріолет і touring. З 2001 року для B3 також пропонували варіант із повним приводом. У 2002 році було випущено BMW Alpina B3 S з двигуном потужністю 305 к.с. і 362 Нм обертального моменту. Для обох моделей E46 B3 компанія ALPINA використовувала модифіковані чавунні блоки двигуна E36 US M3 (S52B32/US), оскільки блоки двигуна M52T та M54 були непридатними.

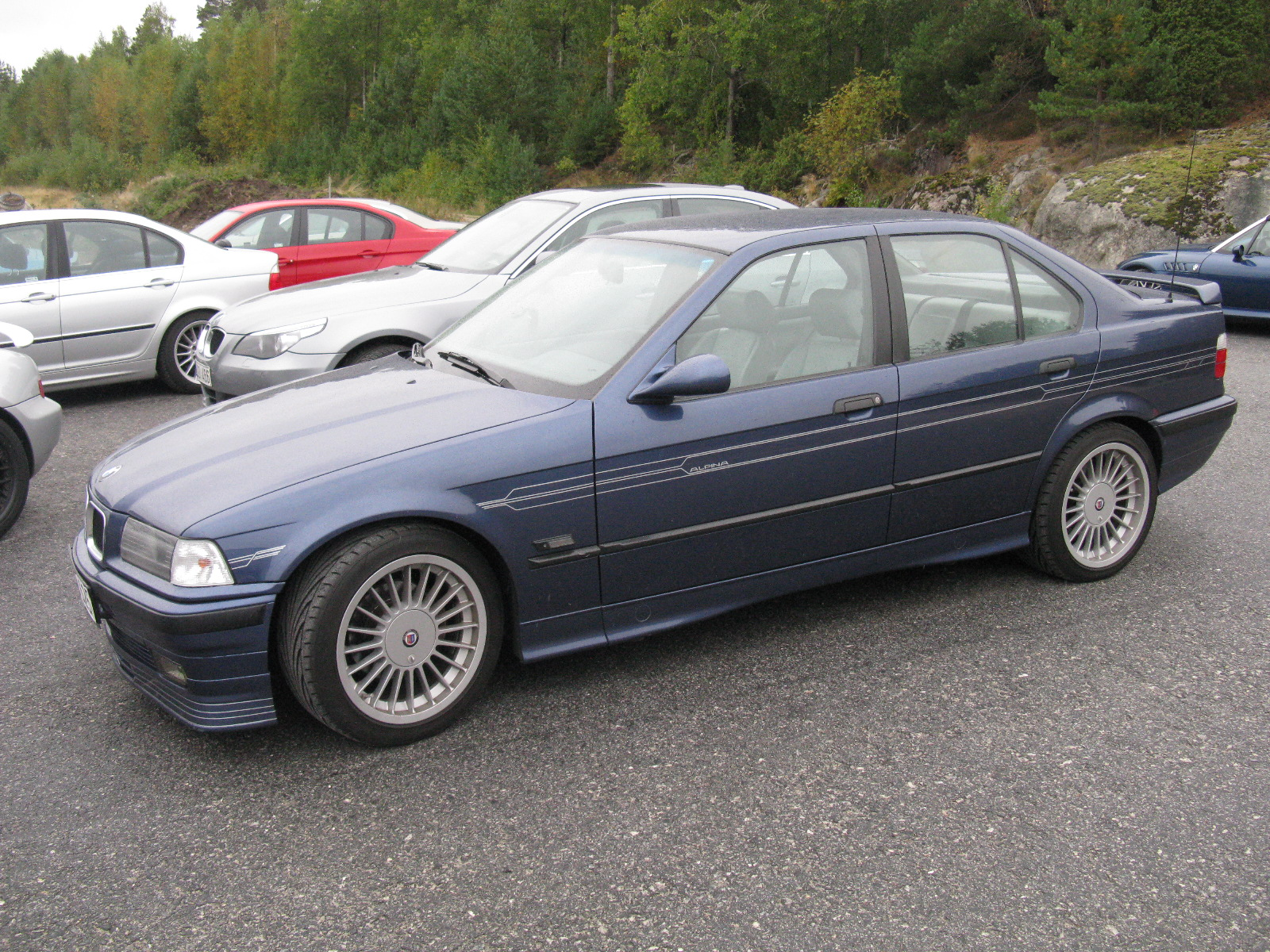
Alpina B3 3.0 (E36)
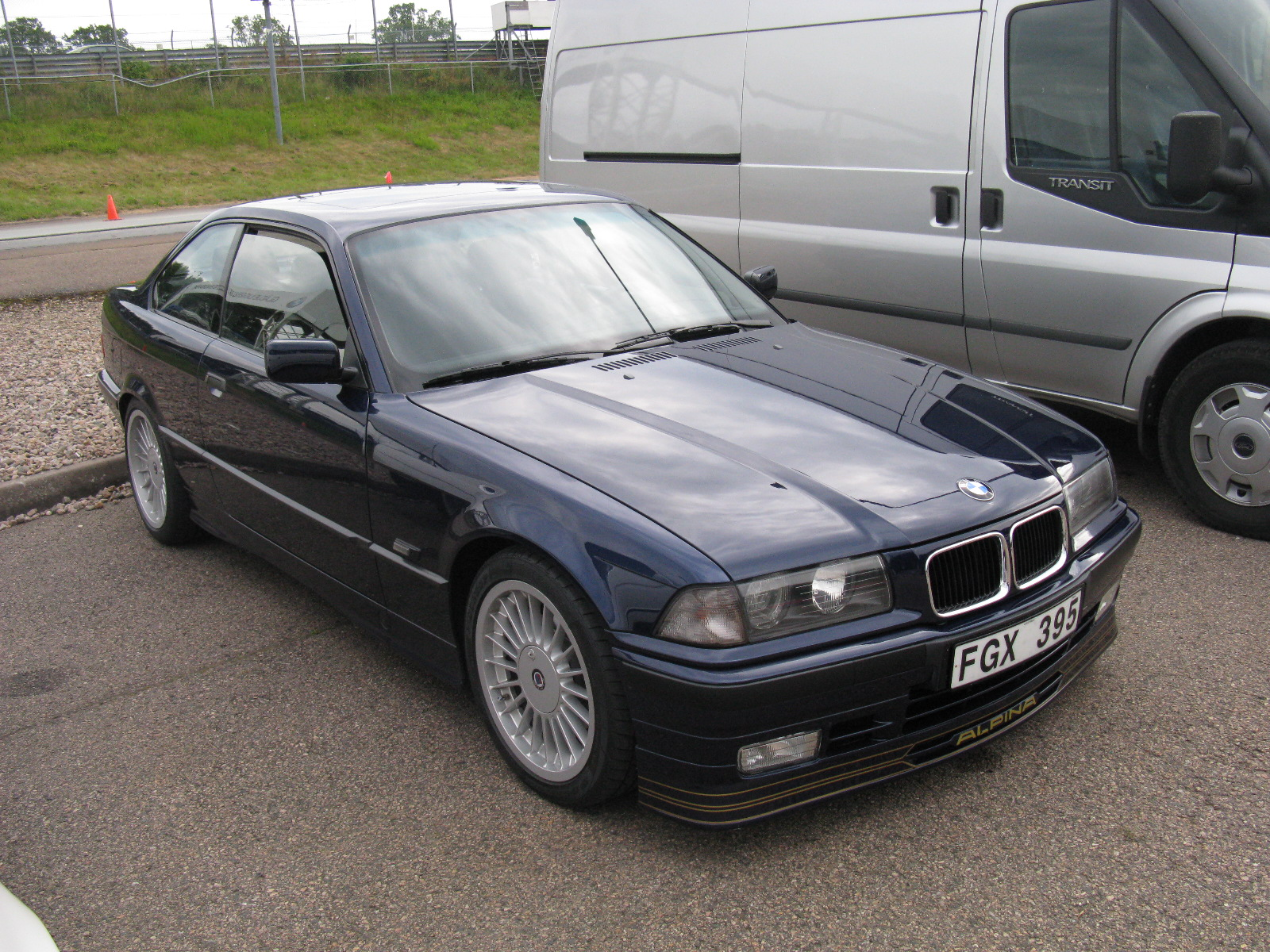
Alpina B3 3.0 Coupé (E36)
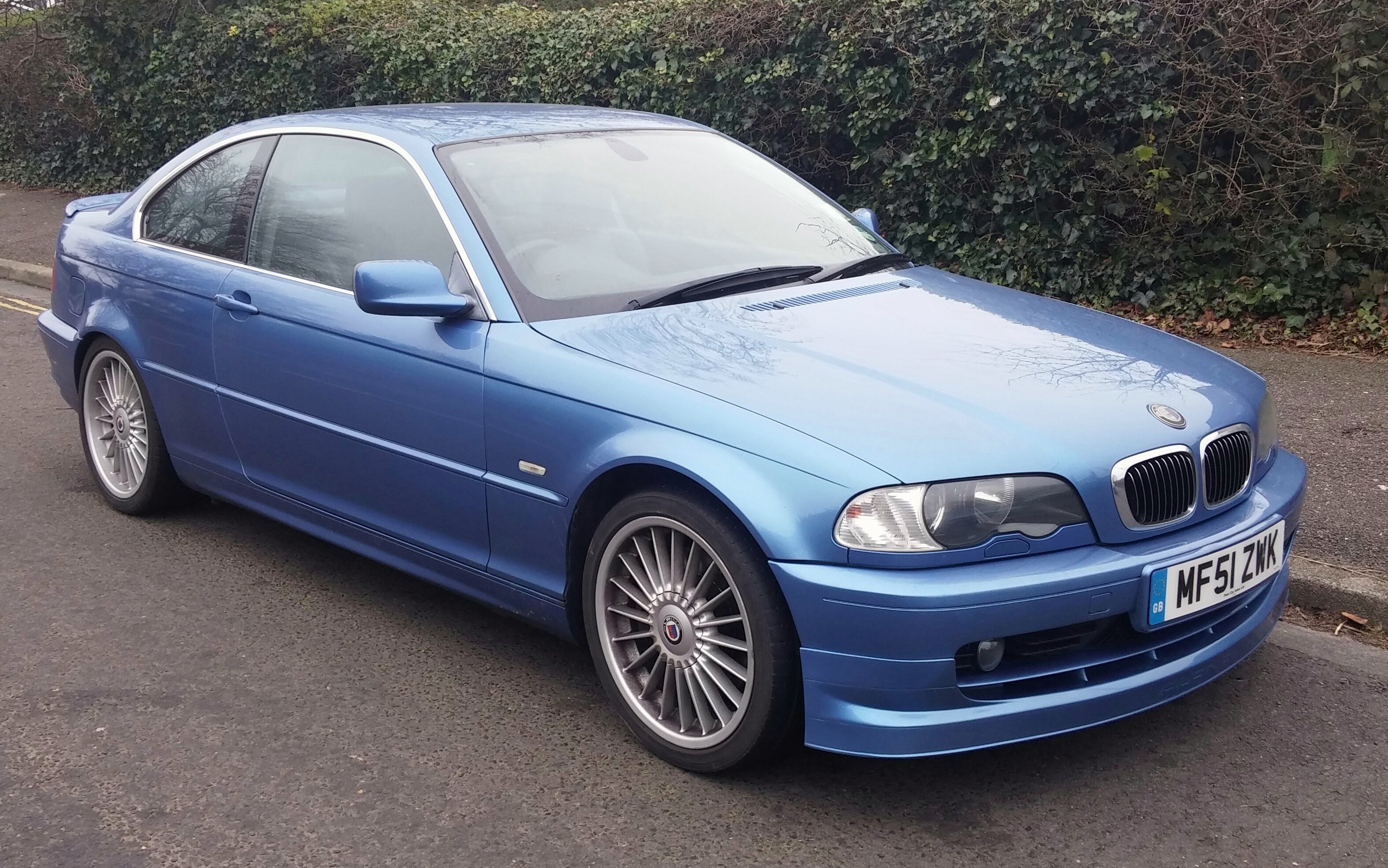
Alpina B3 3.3 Coupé (E46)
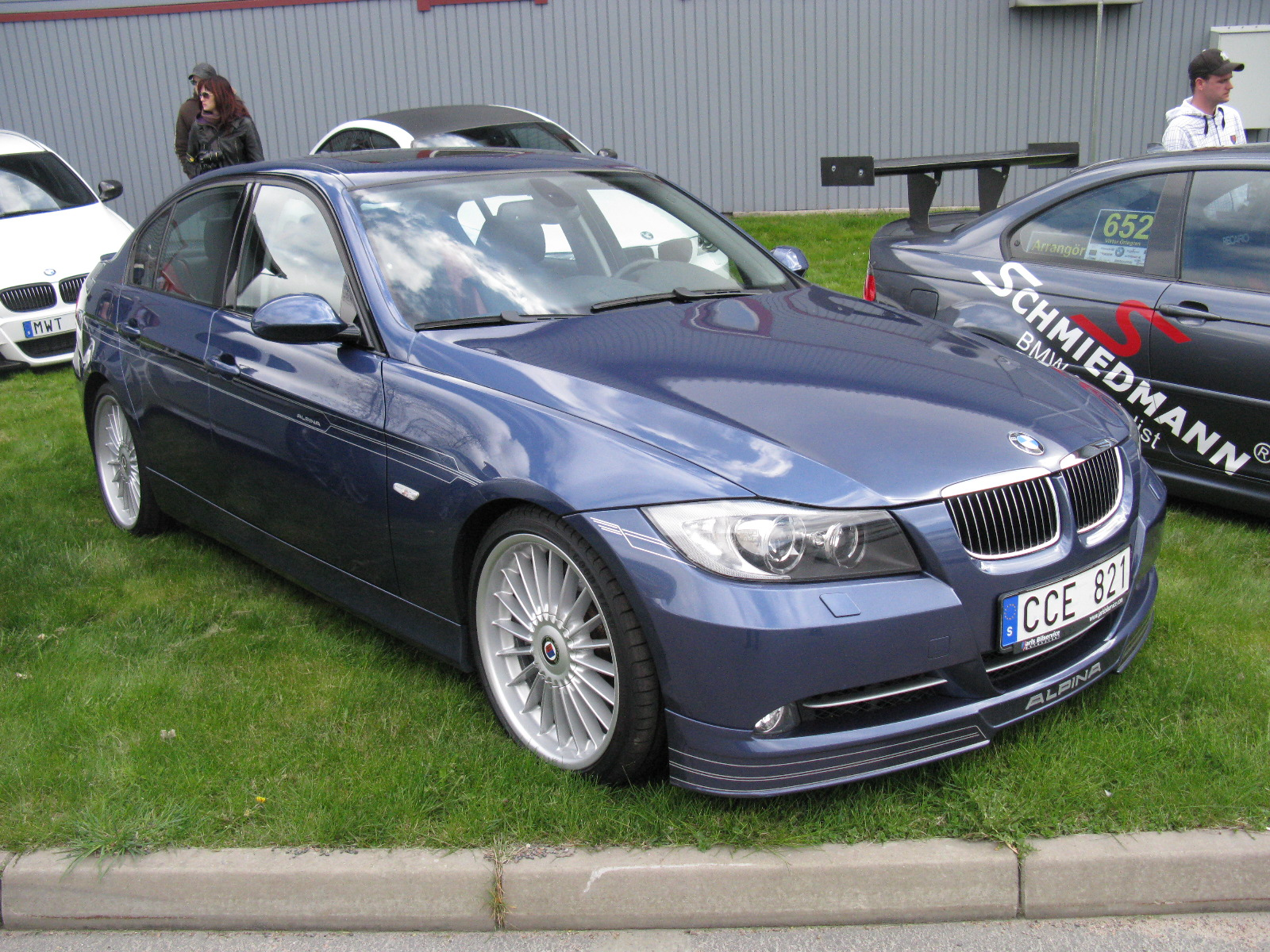
Alpina B3 Biturbo (E90)
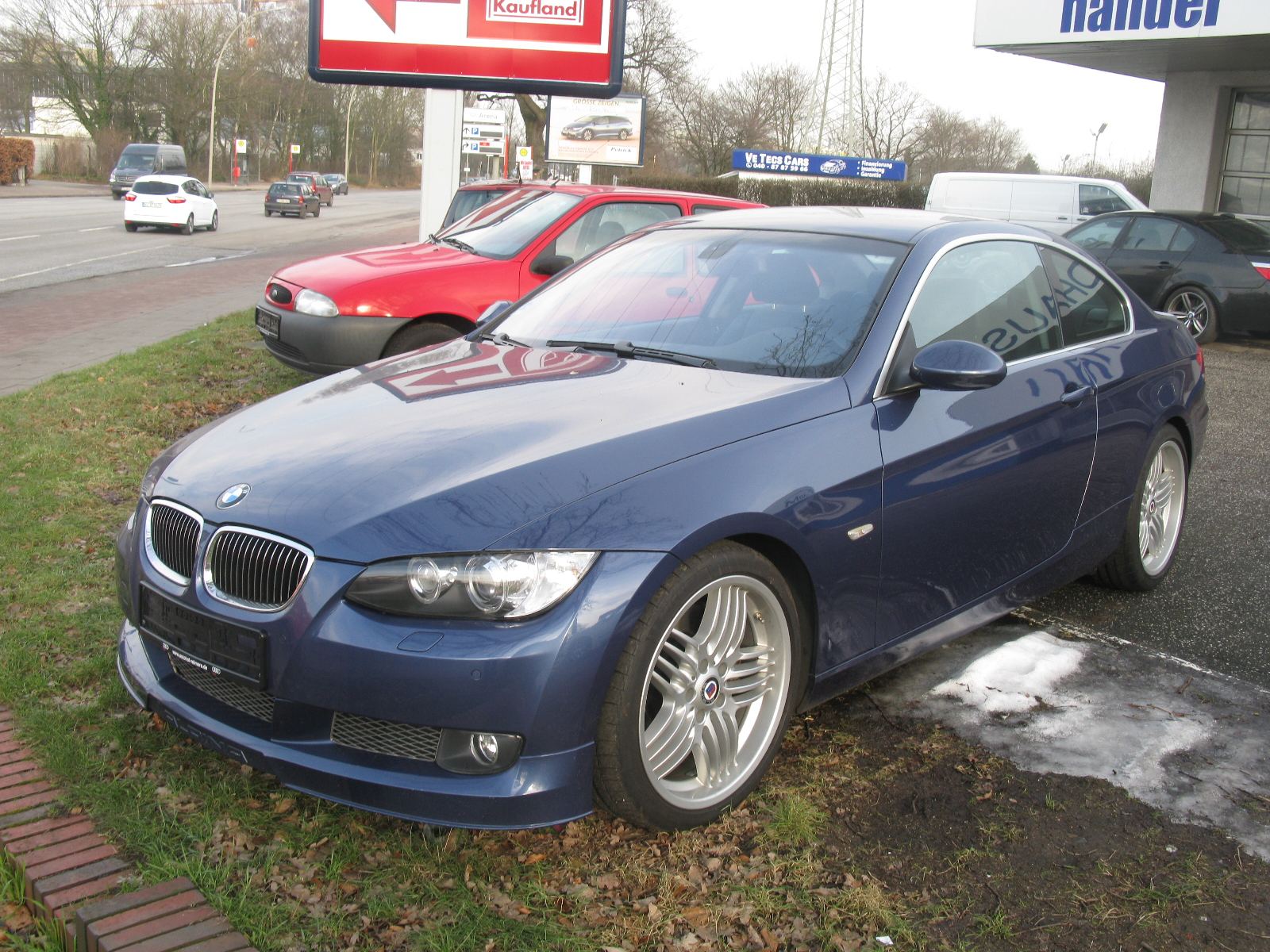
Alpina B3 Biturbo Coupé (E92)
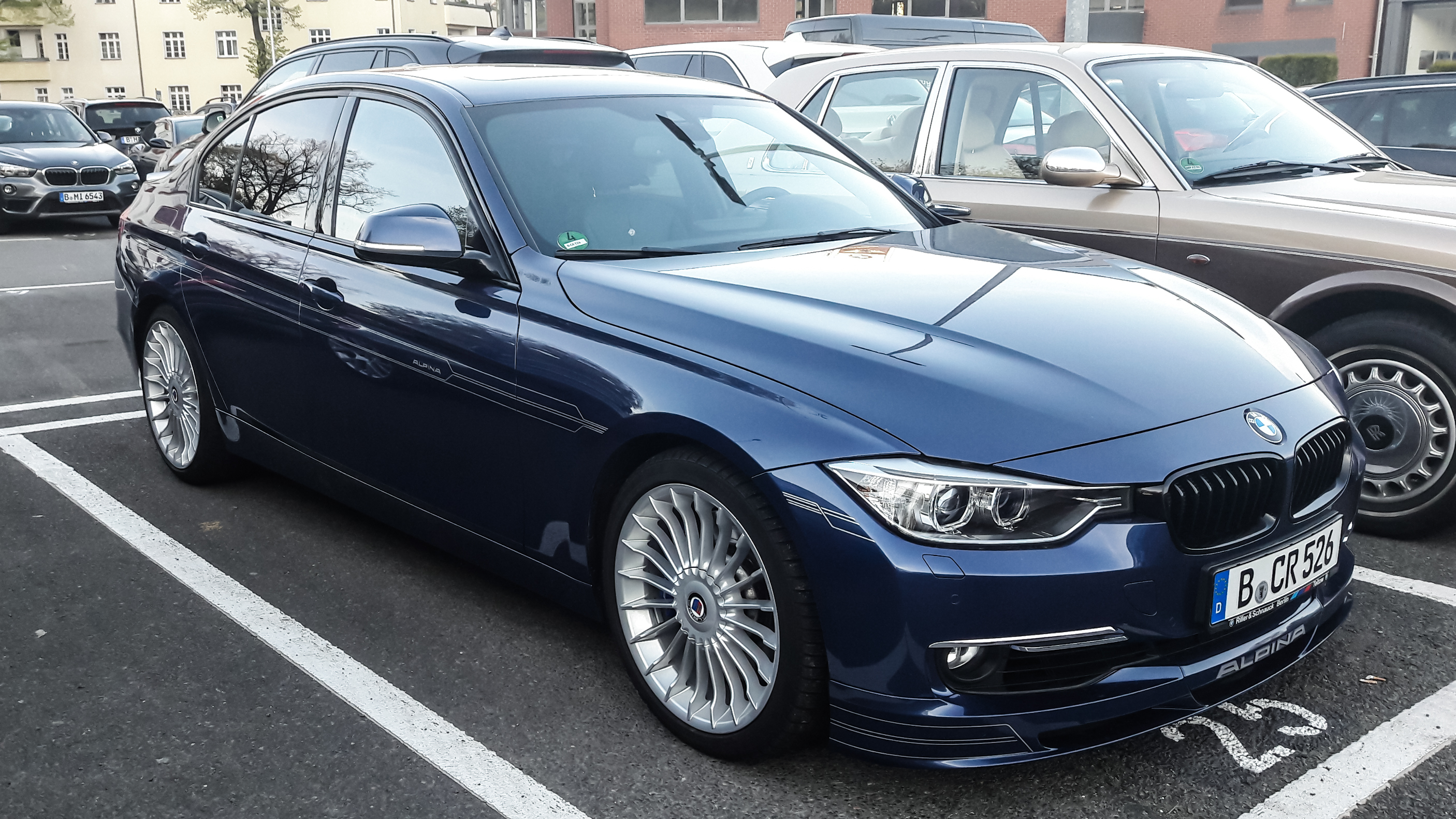
Alpina B3 Biturbo (F30)

## Технічні характеристики
| Модель              | Об'єм см³ | Циліндри | Клапани | Потужність кВт (к.с.) при об/хв | Крутний момент Нм при об/хв | Виготовлено штук | Роки виробництва |
| ------------------- | --------- | -------- | ------- | ------------------------------- | --------------------------- | ---------------- | ---------------- |
| B3 2,7 (E30)        | 2693      | 6        | 12      | 150 (204)/6000                  | 265/4800                    | 257              | 08/1987–06/1992  |
| B3 3,0 (E36)        | 2997      | 6        | 24      | 184 (250)/5700                  | 320/4400                    | 749              | 04/1993–02/1996  |
| B3 3,2 (E36)        | 3152      | 6        | 24      | 195 (265)/5800                  | 330/4400                    | 342              | 04/1996–03/1999  |
| B3 3,3 (E46)        | 3300      | 6        | 24      | 206 (280)/6200                  | 335/4500                    |                  | 03/1999–07/2002  |
| B3 3,3 Allrad (E46) | 3300      | 6        | 24      | 206 (280)/6200                  | 335/4500                    |                  | 11/2001–01/2005  |
| B3 S (E46)          | 3346      | 6        | 24      | 224 (305)/6300                  | 362/4800                    |                  | 08/2002–01/2006  |
| B3 Biturbo (E90)    | 2979      | 6        | 24      | 265 (360)/5500–6000             | 500/3800–5000               |                  | 9/2007–3/2010    |
| B3 S Biturbo (E90)  | 2979      | 6        | 24      | 294 (400)/6000                  | 540/4500                    |                  | 04/2010–11/2011  |
| B3 Biturbo (F30)    | 2979      | 6        | 24      | 301 (410)/5500–6250             | 600/3000–4000               |                  | з 03/2013        |
| B3 S Biturbo (F30)  | 2979      | 6        | 24      | 324 (440)/5500–6250             | 660/3000–4500               |                  | з 03/2017        |